# Лопес Аранда, Рикардо
Рикардо Лопес Аранда (исп. Ricardo López Aranda; 20 декабря 1934, Сантандер — 25 ноября 1996, Мадрид) — испанский драматург.

## Биография
Лопес Аранда родился в 1934 году.
В 1941 году его семейный дом был уничтожен пожаром в Сантандере.
С середины пятидесятых он изучал право, философию и литературу в Мадриде и написал свои первые работы. В 1958 году он получил Национальную университетскую театральную премию за свою пьесу «Никогда не наступит рассвет».
В 1960 году его произведение «Ближе к звёздам» получило Национальную театральную премию Кальдерона де ла Барки, а в 1961 году премию Агилара. В том же году пьеса была представлена в Национальном театре имени Марии Герреро, а в 1962 году она была удостоена экранизации. В 1964 году он написал «Ночи Сан-Хуана», которые завоевали вторую премию Лопе де Веги и были представлены в Национальном театре Марии Герреро в 1965 году.
Третья группа произведений, между 1963 и 1964 годами, «Я, Мартин Лютер» и трилогию «Марио», «Сила» и «Цезарь», затрагивала важные вопросы веры, свободы и власти языком трагедии. «Я, Мартин Лютер» была запрещена цензурой режима Франко уже на этапе репетиции.
Впоследствии он написал несколько пьес для детей: оригинальный мюзикл «Маленький кучер» и адаптации «Синей птицы» и «Дон Кихота», премьеры которых также состоялись в театре Герреро в 1966, 1967 и 1973 годах. Кроме того, он написал сценарии для нескольких фильмов: «Близко к звёздам» (1962), «Марта» (1970), «Мучение» (1973) и стал соавтором сценария фильма «Фортуната и Хасинта» (1969), черпая вдохновение для своих сценариев в работах Артура Миллера.

## Память
В 1998 году городской совет Сантандера учредил Международную театральную премию Рикардо Лопеса Аранды, которая в настоящее время вручается раз в два года.

## Пьесы
- Никогда не наступит рассвет, 1958
- Сфинкс без загадки, 1958
- Ближе к звёздам, 1960
- Я, Мартин Лютер, 1964
- Ночи Сан-Хуана, 1965
- Маленький кучер, 1966
- Странные любовники, 1974
- Радужная птица, 1975
- Изабелита, наблюдающая за небом, 1978
- Изабель, королева червей, 1984